# Herb powiatu szydłowieckiego

Herb powiatu w latach 2001–2008

Herb powiatu szydłowieckiego – jeden z symboli powiatu szydłowieckiego, ustanowiony 28 grudnia 2001, ze zmianą 11 kwietnia 2008.

## Wygląd i symbolika
Herb przedstawia na tarczy dwudzielnej w pas w polu górnym czerwonym, od prawej rogacina z zawiasą kotłową (srebrna) - godło herbu rodu Odrowążów, od lewej krzywaśń (srebrna), - godło herbu miasta Szydłowca; w polu dolnym umniejszony herb ziemi sandomierskiej tj. w prawym dolnym polu po trzy pasy poziome srebrne i czerwone na przemian równej szerokości, natomiast w polu dolnym lewym, osiem złotych gwiazd na niebieskim tle, (rozmieszczenie gwiazd - 3, 3, 2). Herb odwołuje się do herbu rodziny Szydłowieckich i zarazem najwybitniejszego jej przedstawiciela, kanclerza Królestwa Polskiego Krzysztofa Szydłowieckiego (godło herbu Odrowąż) oraz do staropolskich herbów miasta Szydłowca (krzywaśń) oraz ziemi sandomierskiej.